# 호르헤 포사다
호르헤 라파엘 포사다(Jorge Rafael Posada, 1970년 8월 17일 ~ )는 전 푸에르토리코 출신의 야구 선수이자, 미국 메이저 리그 뉴욕 양키스의 포수였다.